# Els Torrents (Lladurs)
|  | Aquest article tracta sobre aquesta entitat de població del municipi de Lladurs. Vegeu-ne altres significats a «Els Torrents». |

Els Torrents és una de les set entitats de població del municipi de Lladurs (Solsonès). Està situada a la banda oriental del municipi. La major part del seu terme correspon al vessant de ponent de la vall del Cardener. No té cap nucli de poblament agrupat.
El nucli del poble s'aixeca a 936 msnm i està constituït per l'antiga església parroquial de Sant Julià, la rectoria i Cal Juliana. En el seu centre s'emplaça l'església parroquial de Sant Julià. La senyoria pertanyia als priors de la confraria dels Colls de Sant Llorenç de Morunys des del segle xvii.

## Demografia
| Evolució demogràfica |            |            |            |                   |                   |                   |       |
| Any                  | Nucli urbà | Nucli urbà | Nucli urbà | Poblament dispers | Poblament dispers | Poblament dispers | Total |
| Any                  | Homes      | Dones      | Total      | Homes             | Dones             | Total             | Total |
| 2000                 | 0          | 0          | 0          | 15                | 13                | 28                | 28    |
| 2001                 | 0          | 0          | 0          | 15                | 13                | 28                | 28    |
| 2002                 | 0          | 0          | 0          | 15                | 13                | 28                | 28    |
| 2003                 | 0          | 0          | 0          | 13                | 11                | 24                | 24    |
| 2004                 | 0          | 0          | 0          | 15                | 15                | 30                | 30    |
| 2005                 | 0          | 0          | 0          | 13                | 12                | 25                | 25    |
| 2006                 | 0          | 0          | 0          | 13                | 10                | 23                | 23    |
| 2007                 | 0          | 0          | 0          | 12                | 10                | 22                | 22    |
| 2008                 | 0          | 0          | 0          | 13                | 13                | 26                | 26    |
| Font: INE            |            |            |            |                   |                   |                   |       |

## Poblament
- Llista de masies dels Torrents

## Història
Els Torrents apareix citat l'any 1188 en els límits de la descripció d'una finca. L'any 1137 també apareix citat el castell dels Torrents, per bé que actualment no es té conixement de la seva ubicació.
A de la meitat del segle xvii el senyoriu d'Els Torrents va ser adquirit, per compra, per la Confraria de la Mare de Déu dels Colls de Sant Llorenç de Morunys.

## J.V. Foix
D'una de les cases pairals de terme, la de Foix, n'era fill el pare del poeta J. V. Foix. L'agost de 1939, acabada la Guerra Civil, Foix visita la contrada a fi de conèixer les arrels de la seva nissaga. Aquesta visita quedarà plasmada en la seva obra en diversos passatges, d'entre els quals, els següents:
- Poema "El meu país és un roc...], poema dedicat a l'estirp dels Foix dels Torrents i compost Els Torrents en aquella visita de l'agost del 39 

.

El meu país un roc...
A l'estirp dels Foix, dels Torrents

El meu país és un roc
Que fulla, floreix i grana,
Franc de caça hi tinc cabana
Sense pallera ni soc.
No hi ha omeda, ni pineda,
I la nit s'ajoca, freda,
Sense brossalla ni bruc,
El cel hi venç la fadiga
I si la lluna hi espiga,
Jo peixo, dòcil, el duc.

De silencis faig el jaç
Amb boires per capçalera,
Entre els brancs de la tartera
M'acotxen vents de mal pas.
Tot aleja, pur, i avança
Per camins de deslliurança
Quan el son llumeja el cim:

Só el pastor d'una centrada
On el temps no té plomada
Ni l'home dards per al crim.
No em cal cleda, ni paranys,
Ni freturo l'orriaire;
Sota arbrats de glaç i aire
Bec a la sal dels estanys.
.

Autor: Foix, J. V.
Obra:Obres completes 1. Poesia [Foix] (p. 172-173)